# 기문 46방
"기문 46방"(기문사육방)은 한국에서 제작된 최우형 감독의 1983년 영화이다. 유홍의 등이 주연으로 출연하였고 유옥추 등이 제작에 참여하였다.

## 출연

### 주연
- 유홍의
- 국정숙
- 김수천

## 기타
- 조명: 정경희